# Pukkila
Pukkila (/ˈpukkila/) là một đô thị của Phần Lan.
Đô thị này tọa lạc tại tỉnh Nam Phần Lan trong Eastern Uusimaa Vùng. Đô thị này có dân số 1.992 (ngày 31 tháng 12 năm 2004)với diện tích là 145,96 km² trong đó có 1,13 km² là diện tích mặt nước. Mật độ dân số là 13,75 người trên mỗi km².
Đô thị này chỉ sử dụng tiếng Phần Lan. Đô thị này trước đây có tên là "Buckila" trong các tài liệu tiếng Thụy Điển nhưng ngày nay lại có tên "Pukkila" trong tiếng Thụy Điển.